# Clay Mathematics Institute
Clay Mathematics Institute är en privat, icke-vinstdrivande organisation som grundades 1998 av Landon Clay med syfte att främja och uppmuntra forskning och upptäckt inom matematik. Institutet har sitt säte i Cambridge, Massachusetts, USA.
En av de mest kända insatserna av Clay Mathematics Institute är dess Millennium Prize Problems. År 2000 utlyste institutet sju olösta matematiska problem och erbjöd en prissumma på en miljon dollar till den som kan lösa varje problem. Problemen inkluderar Poincarés förmodan, Riemannhypotesen, Hodgeförmodan och Yang-Mills-teorin.
Institutet är också involverat i en rad andra initiativ som främjar matematisk utbildning och forskning, inklusive stöd för forskning och publicering av matematiska tidskrifter, finansiering av forskningsprogram och seminarier, samt bidrag till matematiska samhällen och organisationer runt om i världen.
Clay Mathematics Institute har blivit erkänt som en ledande institution inom matematisk forskning och har bidragit till att öka allmänhetens intresse för matematik genom att göra dess arbete mer tillgängligt och begripligt för allmänheten.